# 64 barre di verità (Red Bull 64 Bars)
64 barre di verità (Red Bull 64 Bars) è un singolo del rapper italiano Tony Effe, pubblicato il 17 settembre 2024.

## Descrizione
Il brano, scritto dallo stesso rapper, è composto e prodotto da Federico Franco, in arte Lax e Ft Kings.
Il brano presenta una parte dove c'è un dissing contro Niky Savage e Fedez.

## Brano musicale
Il brano musicale è stato pubblicato in concomitanza all'uscita del brano attraverso il canale YouTube del rapper.

## Tracce
Testi di Nicolò Rapisarda, musiche di Ft Kings, Federico Franco.
1. 64 barre di verità (Red Bull 64 Bars) – 3:50

## Classifiche
| Classifica (2024) | Posizione massima |
| ----------------- | ----------------- |
| Italia            | 54                |